# Hanno Balitsch
Hanno Balitsch (* 2. ledna 1981, Alsbach-Hähnlein) je německý fotbalista hrající za klub 1. FC Norimberk na pozici záložníka. Server transfermarkt.de oceňuje jeho tržní hodnotu na 1 500 000 €.
Do svého bývalého klubu Bayeru Leverkusen přestoupil z Hannoveru a podepsal s klubem kontrakt na dva roky.

## Úspěchy
Bayer Leverkusen
- Bundesliga
  - 2. místo (2010/11)